# Fearless (Beverly Hills, 90210)
Fearless is de zevende aflevering van het zevende seizoen van het tienerdrama Beverly Hills, 90210, die voor het eerst werd uitgezonden op 30 oktober 1996.

## Verhaal
Donna wordt gehuldigd samen met de brandweerman Cliff voor hun reddingsacties. Donna is wel gecharmeerd door Cliff en zegt ja op zijn vraag om elkaar vaker te zien. Als Donna en Kelly aan het werk zijn om het Alpha-huis om te toveren naar een Halloweenspookhuis komen Cliff en Mark hen helpen. Cliff en Donna zijn druk aan het flirten en gaan samen naar het Halloweenfeest in de After Dark die avond. Mark is zeer geïnteresseerd in Kelly en dat laat hij ook blijken maar Kelly wil het rustig aan doen, ze kussen wel samen. Mark zegt Brandon dat hij werk moet maken met Tracy, dit doet hij uit schuldgevoel ten opzichte van Kelly. Brandon vraagt Tracy voor een afspraakje maar dit gesprek loopt zeer stroef.
Steve kan het niet accepteren dat het uit is tussen hem en Clare. Steve komt erachter dat Clare naar het halloweenfeest gaat met Dick. Hij is zo jaloers dat hij een escort regelt om haar ook jaloers te krijgen. Dit lukt niet helemaal omdat de escort per ongeluk tegen Clare opbiecht dat zij een escort is en Clare gaat er meteen van uit dat zij ook een hoer is. Als ze later hoort hoe het precies zit dan komt zij bij Steve haar excuses aan bieden. Als Steve vraagt of zij hem ook vergeeft dan kan zij daar geen antwoord op geven en zij wil gewoon met andere uitgaan.
Nu Kenny het nieuws heeft verwerkt dringt hij er bij Valerie erop aan dat ze de baby niet kan krijgen en vraagt haar om een abortus te ondergaan. Valerie is niet blij met deze vraag en wil geld zien. Kenny biedt haar $ 10.000, - aan en dat wijst ze meteen van de hand en eist $ 100.000, - en vertelt hem dat hij die avond op de club komt. Die avond wacht Valerie op hem en als hij niet komt dan probeert zij te bellen naar hem maar het nummer is afgesloten. Boos rijdt ze naar zijn huis en geeft zijn vrouw een pak luiers. Door deze actie komt Kenny de volgende dag boos bij Valerie en geeft met tegenzin haar een cheque van $ 100.000, -en als Kenny weg is dan kan Valerie haar glimlach niet onderdrukken.
Mel wil graag dat David meegaat naar zijn grootouders voor de verjaardag van zijn opa maar hij zegt dat hij andere dingen te doen heeft en blijft hier. Later belt Mel op met de mededeling dat zijn opa is overleden, dit komt hard aan bij David.

## Rolverdeling
- Jason Priestley - Brandon Walsh
- Jennie Garth - Kelly Taylor
- Ian Ziering - Steve Sanders
- Brian Austin Green - David Silver
- Tori Spelling - Donna Martin
- Tiffani Thiessen - Valerie Malone
- Joe E. Tata - Nat Bussichio
- Kathleen Robertson - Clare Arnold
- Matthew Laurance - Mel Silver
- Michael Durrell - Dr. John Martin
- Dalton James - Mark Reese
- Jill Novick - Tracy Gaylian
- Joseph Gian - Kenny Bannerman
- Greg Vaughan - Cliff Yeager
- Dan Gauthier - Dick Harrison